# Кевін Адамс
Кевін Адамс (англ. Kevyn Adams, нар. 8 жовтня 1974, Вашингтон) — американський хокеїст, що грав на позиції центрального нападника. Грав за збірну команду США.
Володар Кубка Стенлі. Провів понад 600 матчів у Національній хокейній лізі.

## Ігрова кар'єра
Хокейну кар'єру розпочав 1990 року.
1993 року був обраний на драфті НХЛ під 25-м загальним номером командою «Бостон Брюїнс».
Протягом професійної клубної ігрової кар'єри, що тривала 13 років, захищав кольори команд «Торонто Мейпл-Ліфс», «Колумбус Блю-Джекетс», «Флорида Пантерс», «Кароліна Гаррікейнс», «Фінікс Койотс», «Чикаго Блекгокс» та «ДЕГ Метро Старс».
Загалом провів 607 матчів у НХЛ, включаючи 67 ігор плей-оф Кубка Стенлі.
Був гравцем молодіжної збірної США, у складі якої брав участь у 7 іграх. Виступав за національну збірну США, провів 1 гру в її складі.

## Тренерська кар'єра
3 серпня 2011 року став асистентом головного тренера «Баффало Сейбрс». Звільнений з посади 9 травня 2013 року, після того, як «шаблі» очолив новий головний тренер Рон Ролстон. У 2019 віце-президент клубу «Баффало Сейбрс», а з 16 червня 2020 генеральний менеджер.

## Нагороди та досягнення
- Володар Кубка Стенлі в складі «Кароліна Гаррікейнс» — 2006.

## Статистика

### Клубні виступи
| Сезон        | Клуб                    | Ліга         | Регулярний сезон | Регулярний сезон | Регулярний сезон | Регулярний сезон | Регулярний сезон | Плей-оф | Плей-оф | Плей-оф | Плей-оф | Плей-оф |
| Сезон        | Клуб                    | Ліга         | І                | Г                | П                | О                | ШХ               | І       | Г       | П       | О       | ШХ      |
| ------------ | ----------------------- | ------------ | ---------------- | ---------------- | ---------------- | ---------------- | ---------------- | ------- | ------- | ------- | ------- | ------- |
| 1990–91      | «Ніагара Сценікс»       | ПАХЛ         | 55               | 17               | 20               | 37               | 24               | —       | —       | —       | —       | —       |
| 1991–92      | «Ніагара Сценікс»       | ПАХЛ         | 40               | 25               | 33               | 58               | 51               | —       | —       | —       | —       | —       |
| 1992–93      | Університет Маямі       | НКАА         | 40               | 17               | 15               | 32               | 18               | —       | —       | —       | —       | —       |
| 1993–94      | Університет Маямі       | НКАА         | 36               | 15               | 28               | 43               | 24               | —       | —       | —       | —       | —       |
| 1994–95      | Університет Маямі       | НКАА         | 38               | 20               | 29               | 49               | 30               | —       | —       | —       | —       | —       |
| 1995–96      | Університет Маямі       | НКАА         | 36               | 17               | 30               | 47               | 30               | —       | —       | —       | —       | —       |
| 1996–97      | «Гранд Репідс Гріффінс» | ІХЛ          | 82               | 22               | 25               | 47               | 47               | 5       | 1       | 1       | 2       | 4       |
| 1997–98      | «Торонто Мейпл-Ліфс»    | НХЛ          | 5                | 0                | 0                | 0                | 7                | —       | —       | —       | —       | —       |
| 1997–98      | «Сент-Джон Мейпл-Ліфс»  | АХЛ          | 59               | 17               | 20               | 37               | 99               | 4       | 0       | 0       | 0       | 4       |
| 1998–99      | «Торонто Мейпл-Ліфс»    | НХЛ          | 1                | 0                | 0                | 0                | 7                | 7       | 0       | 2       | 2       | 14      |
| 1998–99      | «Сент-Джон Мейпл-Ліфс»  | АХЛ          | 80               | 15               | 35               | 50               | 85               | 5       | 2       | 0       | 2       | 4       |
| 1999–00      | «Сент-Джон Мейпл-Ліфс»  | АХЛ          | 23               | 6                | 11               | 17               | 24               | —       | —       | —       | —       | —       |
| 1999–00      | «Торонто Мейпл-Ліфс»    | НХЛ          | 52               | 5                | 8                | 13               | 39               | 12      | 1       | 0       | 1       | 7       |
| 2000–01      | «Колумбус Блю-Джекетс»  | НХЛ          | 66               | 8                | 12               | 20               | 52               | —       | —       | —       | —       | —       |
| 2000–01      | «Флорида Пантерс»       | НХЛ          | 12               | 3                | 6                | 9                | 2                | —       | —       | —       | —       | —       |
| 2001–02      | «Флорида Пантерс»       | НХЛ          | 44               | 4                | 8                | 12               | 28               | —       | —       | —       | —       | —       |
| 2001–02      | «Кароліна Гаррікейнс»   | НХЛ          | 33               | 2                | 3                | 5                | 15               | 23      | 1       | 0       | 1       | 4       |
| 2002–03      | «Кароліна Гаррікейнс»   | НХЛ          | 77               | 9                | 9                | 18               | 57               | —       | —       | —       | —       | —       |
| 2003–04      | «Кароліна Гаррікейнс»   | НХЛ          | 73               | 10               | 12               | 22               | 43               | —       | —       | —       | —       | —       |
| 2004–05      | «ДЕГ Метро Старс»       | ДХЛ          | 9                | 1                | 2                | 3                | 4                | —       | —       | —       | —       | —       |
| 2005–06      | «Кароліна Гаррікейнс»   | НХЛ          | 82               | 15               | 8                | 23               | 36               | 25      | 0       | 0       | 0       | 14      |
| 2006–07      | «Кароліна Гаррікейнс»   | НХЛ          | 35               | 2                | 2                | 4                | 17               | —       | —       | —       | —       | —       |
| 2006–07      | «Фінікс Койотс»         | НХЛ          | 33               | 1                | 7                | 8                | 8                | —       | —       | —       | —       | —       |
| 2007–08      | «Чикаго Блекгокс»       | НХЛ          | 27               | 0                | 2                | 2                | 13               | —       | —       | —       | —       | —       |
| Усього в НХЛ | Усього в НХЛ            | Усього в НХЛ | 540              | 59               | 77               | 136              | 317              | 67      | 2       | 2       | 4       | 39      |

### Збірна
| Рік                | Команда            | Турнір             | Місце              | І | Г | П | О | ШХ |
| ------------------ | ------------------ | ------------------ | ------------------ | - | - | - | - | -- |
| 1994               | США                | МЧС                | 6-е                | 7 | 4 | 3 | 7 | 2  |
| 2005               | США                | ЧС                 | 6-е                | 1 | 0 | 0 | 0 | 0  |
| Молодіжна збірна   | Молодіжна збірна   | Молодіжна збірна   | Молодіжна збірна   | 7 | 4 | 3 | 7 | 2  |
| Національна збірна | Національна збірна | Національна збірна | Національна збірна | 1 | 0 | 0 | 0 | 0  |